# Liste von Automuseen in Italien
Die Automuseen in Italien sind üblicherweise ganzjährig geöffnet. Darunter befinden sich große öffentliche Museen mit festen Öffnungszeiten ebenso wie kleine Sammlungen und Werksmuseen, die oftmals nur nach Vereinbarung geöffnet sind.

## Tabellarische Übersicht
Die Tabelle ist absteigend nach der Anzahl der ausgestellten Personenkraftwagen sortiert, und bei gleicher Anzahl alphabetisch aufsteigend nach Ort. In der Spalte Stand ist das Jahr angegeben, auf das sich die Angaben Anzahl ausgestellter Pkw und Besondere Pkw beziehen. Die Auflistung in der Spalte Besondere Pkw erfolgt alphabetisch.
| Name des Museums                                                   | Ort                      | Beschreibung                                                                   | Anzahl ausgestellter Pkw | Stand | Besondere Pkw |
| ------------------------------------------------------------------ | ------------------------ | ------------------------------------------------------------------------------ | ------------------------ | ----- | --- |
| Museo Nazionale dell’Automobile                                    | Turin                    | Autos, 2011 nach Umbau wiedereröffnet                                          | 141                      | 2011  | Aquila Italiana 25/30 PS 1912, Bernardi 3,5 PS 1896, Bordino Dampfwagen 1854, Brixia-Züst 10 HP 1908, Ceirano 5 HP 1901, Diatto 30 HP 1925, FIAL A 6/8 PS 1908, Florentia 10 PS 1903, FOD 18 HP 1926, Pecori Dampfwagen 1891, SCAT-Ceirano 150 S 1926, STAE 10 HP 1909, Storero Modell A 25/35 HP 1914 und Temperino 8/10 HP 1920                                                            |
| Museo Nicolis                                                      | Villafranca di Verona    | Autos und Motorräder                                                           | 102                      | 2012  | Ansaldo 4 CS 1924, Baker, Rauch & Lang Elektromobil 1919, Bianchi S 9 1935, Cisitalia 850 GT Coupé 1963, Cottereau Populaire 1903, Diatto Tipo 20 A 1924, Fongri 1919, Isotta Fraschini Tipo 8 A 1929, Itala Tipo 50 1920, Locomobile Dampfwagen 1900, Mi-Val Kabinenroller 1954, OM 469 S 1926, SCAT 15/20 HP 1908, Voisin C 1 1921, Zanussi 1100 1948 (Prototyp) und Zedel C.I. 12 HP 1912 |
| Museo storico Alfa Romeo                                           | Arese                    | Autos                                                                          | 96                       | 2006  | A.L.F.A. 24 HP und 40-60 HP, mehrere Alfa Romeo Prototypen und Darracq Italiana 8/10 PS 1908 |
| Museo Gino Tonutti                                                 | Remanzacco               | Autos, Motorräder und landwirtschaftliche Geräte, Besuch nur nach Vereinbarung | 58                       | 2010  | Alfa Romeo 1900 1957, Berkeley B 90, Cisitalia 303 DF 1952, Ferrari 365 GTS/4, Fiat 1500 S 1957, Healey Silverstone, Hotchkiss 1930, Lancia Appia Coupé 1956, Maserati Quattroporte 1973 und Rolls-Royce Silver Cloud 1957 |
| Museo Ford Gratton                                                 | Farra d’Isonzo           | Autos, Schwerpunkt Ford, und Motorräder, Besuch nur nach Vereinbarung          | 55                       | 2010  | Cleveland Model A 1899, Ford Anglia Torino 1964, Innocenti 950 1961 und Volugrafo Bimbo 1946 |
| Righini Collection                                                 | Panzano                  | Autos, stark eingeschränkte Öffnungszeiten                                     | 51                       | 2012  | Alfa Romeo 6 C 2500 1939, Ansaldo, Auto Avio Costruzioni 1940, Benz Velo 1894, Bianchi Tipo 15 1920, Cisitalia 1946–1947, Isotta Fraschini, Itala Tipo 61, OM 665 Superba, Prinetti & Stucchi Dreirad, Salmson 1924 und Stanguellini Rennwagen |
| Museo delle comunicazioni Lucia e Francesca                        | Cormano                  | Autos und andere technische Dinge, Besuch nur nach Vereinbarung                | 45                       | 2006  | Alfa Romeo 8C 2300 1932, Benz Velo 1894, Delage Type D.6.70 1937 und Temperino 1918 |
| Quattroruote Collection                                            | Rozzano                  | Autos und Motorräder, Besuch nur nach Vereinbarung                             | 40                       | 2010  | Alfa Romeo 6C1750 1930, Benz 8/20 PS 1914, Gardner-Serpollet Dampfwagen 1906, Hispano-Suiza H 6 1930, SCAT 14/1 1914 und Studebaker Champion 1947 |
| Museo delle auto della Polizia                                     | Rom                      | Polizeiautos                                                                   | 35                       | 2006  | De Tomaso Deauville 1979, Ferrari 250 GT 2+2 Coupé 1962, Lancia Artena 1939 und OM 469 1928 |
| Panini Maserati-Museum                                             | Cittanova bei Modena     | Autos, Schwerpunkt Maserati, und Motorräder                                    | 34                       | 2012  | Cadillac 355 1931, Chrysler 72 1927, Lancia Lambda, mehrere Maserati Prototypen, Mi-Val Kabinenroller 1954, Rolland-Pilain C 1909, Simca-Fiat 6 CV, Stanguellini Rennwagen und Wolseley 10 HP 1921 |
| Galleria Ferrari                                                   | Maranello                | Autos der Marke Ferrari                                                        | 33                       | 2012  | Ferrari 125 S 1947, 166 Inter 1949, 250 GTO 1962, 275 GTB 1966 und 288 GTO 1984 |
| Museo del Veicolo Storico, Collezione Privata di Valter Nazzi      | Frascati                 | Technikmuseum mit Motorrädern und einigen Autos                                | 31                       | 2012  | BMW 700, Chevrolet Corvair, Ferrari 330 GT 2+2 1964, Fiat 1400 und 1500, Jaguar 420, Lancia Flaminia Coupé, NSU Sport Prinz und Panhard PL 17 |
| Museo della Mille Miglia                                           | Brescia                  | Autos                                                                          | 29                       | 2012  | Bandini 750 Sport 1953–1957, Bugatti 37 A 1928–1931, Cisitalia 202 SC 1950, Healey Silverstone 1949, Moretti 750 Sport 1953, OM 469 S 1926–1928, OSCA S 187 1957 und Stanguellini 1100 1947 |
| Museum of the historical car Stanguellini                          | Modena                   | Autos, Schwerpunkt Stanguellini                                                | 29                       | 2012  | Alfa Romeo 1900, Ferrari 512 BBi, Fiat Zero, Lancia Aurelia, Maserati 3500 GT Sebring 1962 und acht Stanguellini |
| Museo dell’Automobile di San Martino in Rio                        | San Martino in Rio       | Autos                                                                          | 28                       | 2012  | Ansaldo 4 H 1927, Fiat 501, 508, 509, 523, 1100, 124 und Dino, Itala Tipo 50 1920, Lancia Ardea, Artena, Augusta, Flavia und Fulvia, MG TB 1939 und NSU-Fiat 2500 Ardita 1933–1934 |
| Museo Lamborghini                                                  | Sant’Agata Bolognese     | Autos der Marke Lamborghini                                                    | 28                       | 2012  | Lamborghini 350 GT, Countach, Diablo, Espada, Estoque, Islero, Jalpa, Jarama, LM 002, Miura und Urraco |
| Garage 61                                                          | Eppan                    | Autos und Motorräder, Besuch nur nach Vereinbarung                             | 26                       | 2012  | DKW Junior 1961, Ferrari Dino 208 GT 4 1976, Lancia Appia 1954, Rolls-Royce Silver Cloud und Triumph TR 7 1980 |
| Nostalgia Club                                                     | Breno                    | Autos                                                                          | 21                       | 2010  | Fiat 1500, Lancia Appia, LMX 2300 HCS, Mathis MB 1927 und Ragnoli Paperina 1948 |
| Museo Auto e Moto d’Epoca 'Amarcord'                               | Gatteo a Mare bei Gatteo | Kleinwagen und Motorräder, Besuch nur nach Vereinbarung                        | 21                       | 2010  | Autobianchi Bianchina, BMA Amica, Fuldamobil, Goggomobil, Heinkel Kabinenroller, Lawil Varzina 1971, Mochet CM 125 Y 1957, Velorex und Vespa 400 |
| Centro Storico Fiat                                                | Turin                    | Autos der Marke Fiat                                                           | 21                       | 2001  | Fiat 12/14 HP, 15/20 HP, 3,5 HP, 30/45 HP, 501, 508, 519, 522, 525 und Mefistofele-Rekordwagen 1923 |
| Museo dell’automobile Emanuele Ricci                               | San Giovanni Teatino     | Autos und Motorräder, Besuch nur nach Vereinbarung                             | 20                       | 2012  | Alfa Romeo 1900 1952, Autobianchi Bianchina 1966, Fiat 500 Topolino, 508, 600, 1100 und 1400, Lancia Ardea, Aurelia und Flaminia |
| Museo dell’Automobile Bonfanti-Vimar                               | Romano d’Ezzelino        | Autos, wechselnde Ausstellungen                                                | 19                       | 2012  | Autobianchi A 112 1975, Bernardi Dreirad 1894, Lancia Flavia und Fulvia, Marino 1926, PGE Elektrokleinwagen und Stanguellini 750 Sport Internazionale 1952 |
| Lamborghini-Museum                                                 | Dosso                    | Autos der Marke Lamborghini, Besuch nur nach Vereinbarung                      | 18                       | 2010  | Lamborghini 400 GT, Countach, Espada, Islero, Jarama, Miura und Urraco |
| Museo Casa Enzo Ferrari                                            | Modena                   | Dinge zur Person Enzo Ferrari und Autos                                        | 17                       | 2012  | Alfa Romeo 8C 2300 1932, De Tomaso Vallelunga 1965, Ferrari 166 Inter 1949, Maserati A 6 G 54 1955 und Stanguellini 1100 Sport Nazionale 1943 |
| Pininfarina Collection                                             | Cambiano                 | Autos, Besuch nur nach Vereinbarung                                            | 11                       | 2011  | Alfa Romeo Giulietta Spider 1955, Cisitalia 202 Berlinetta 1947, Ferrari Modulo 1970 und P 6 1968, Lancia Florida II 1957 und Nash Healey 1951 |
| Museo dell’Automobile Bandini                                      | Rovere bei Forlì         | Autos der Marke Bandini, Besuch nur nach Vereinbarung                          | 10                       | 2010  | Bandini 750, 1000 16V, 1000 SP, 1300 Sport Prototipo, Formel 3, Formel Junior und Siluro Sport |
| Sammlung Max Reisch                                                | Bozen                    | Autos und Motorräder aus der Sammlung von Max Reisch                           | 9                        | 2012  | Austro-Adler 1912, Gutbrod Atlas 1950, Opel Olympia Rekord 1956 und Steyr 100 1934 |
| Museo Europeo dei Trasporti Ogliari                                | Ranco                    | Autos und andere Verkehrsmittel                                                | 6                        | 2006  | Alfa Romeo Alfetta und Carbodies |
| Museo Piero Taruffi                                                | Bagnoregio               | Autos                                                                          | 4                        | 2006  | Lancia Aprilia 1939 und Siata Spring 1967 |
| Collezione il Vittoriale degli Italiani                            | Gardone Riviera          | Schloss mit kleiner Autosammlung                                               | 2                        | 2006  | Fiat Typ 4 und Isotta Fraschini Tipo 8 B 1935 |
| Museo Storico della Motorizzazione Militare                        | Cecchignola bei Rom      | Militärmuseum mit Autos                                                        |                          |       | |
| Museo nazionale della scienza e della tecnologia Leonardo da Vinci | Mailand                  | Autos und andere technische Dinge                                              |                          |       | |
| Museo di Macchine Enrico Bernardi                                  | Padua                    | Auto und andere Dinge von Bernardi, im Jahr 2010 geschlossen                   |                          |       | |
| Museo dell’aviazione di Volandia                                   | Somma Lombardo           | Autos und Flugzeuge                                                            |                          |       | |
| Museo Vincenzo Lancia                                              | Turin                    | Autos der Marke Lancia, Besuch nur nach Vereinbarung, im Jahr 2010 geschlossen |                          |       | |
| Ghia Collection                                                    | Turin                    | Autos, Besuch nur nach Vereinbarung                                            |                          |       | |